# Gretchen Fraser
Gretchen Fraser née Kunigk, née le 11 février 1919 à Tacoma et décédée le 17 février 1994, est une skieuse alpine américaine.
Inconnue avant les Jeux olympiques d'hiver de 1948, elle remporta le premier titre olympique de slalom à Saint-Moritz.

## Palmarès

### Jeux olympiques d'hiver
| Épreuve / Édition    | Descente | Slalom géant                     | Slalom | Combiné |
| JO 1948 Saint-Moritz | 13e      | Épreuve inexistante à cette date | Or     | Argent  |

### Championnats du monde
| Épreuve / Édition    | Descente | Slalom géant                     | Slalom | Combiné |
| JO 1948 Saint-Moritz | 13e      | Épreuve inexistante à cette date | Or     | Argent  |